# Mazurki op. 7 (Chopin)
Mazurki op. 7 – cykl czterech mazurków Fryderyka Chopina skomponowany w 1830, wydany w 1833 przez Schlesingera. Dedykowany Paulowi Emile Johnsowi.

## MazurekB-durop. 7 nr 1
Mazurek Chopina, w tonacji B-dur. Napisany w 1832 w tempie Vivace (Żywo). Rozpisany w 65 taktach.
Mazurek ten ma kształt ronda.

## Mazureka-mollop. 7 nr 2
Mazurek Chopina, w tonacji a-moll. Napisany w 1830 w tempie Vivo, ma non troppo (Żywo, ale nie zanadto). Rozpisany w 58 taktach.

## Mazurekf-mollop. 7 nr 3
Mazurek Chopina, w tonacji f-moll. Napisany w 1831. Rozpisany w 105 taktach.

## MazurekAs-durop. 7 nr 4
Mazurek Chopina, w tonacji As-dur. Napisany w 1824 w tempie Presto ma non troppo (Śpiesznie, ale nie zanadto). Rozpisany w 44 taktach.